# كرايغ باول (شاعر)
كرايغ باول (بالإنجليزية: Craig Powell)‏ هو طبيب نفسي وشاعر أسترالي، ولد في 1940.